# Мід (округ, Кентуккі)
Шаблон:StateAbbr_ 37°59′ пн. ш. 86°13′ зх. д. / 37.98° пн. ш. 86.22° зх. д.
Округ  Мід (англ. Meade County) — округ (графство) у штаті  Кентуккі, США. Ідентифікатор округу 21163.

## Історія
Округ утворений 1823 року.

## Демографія
За даними перепису 
2000 року 
загальне населення округу становило 26349 осіб, зокрема міського населення було 4379, а сільського — 21970.
Серед мешканців округу чоловіків було 13200, а жінок — 13149. В окрузі було 9470 домогосподарств, 7393 родин, які мешкали в 10293 будинках.
Середній розмір родини становив 3,15.
Віковий розподіл населення поданий у таблиці:
| Стать    | До 15 років | 15-21 | 22-29 | 30-39 | 40-49 | 50-65 | 65-85 | Понад 85 |
| -------- | ----------- | ----- | ----- | ----- | ----- | ----- | ----- | -------- |
| Чоловіки | 3378        | 1316  | 1542  | 2211  | 1966  | 1824  | 914   | 49       |
| Жінки    | 3222        | 1239  | 1570  | 2209  | 1957  | 1776  | 1057  | 119      |

## Суміжні округи
- Кроуфорд, Індіана — північ
- Гаррісон, Індіана — північний схід
- Гардін — південний схід
- Брекінрідж — південний захід
- Перрі, Індіана — північний захід

## Виноски
1. ↑  U.S. Decennial Census. United States Census Bureau. Архів оригіналу за 19 липня 2018. Процитовано 17 серпня 2014.
2. ↑  Historical Census Browser. University of Virginia Library. Архів оригіналу за 11 серпня 2012. Процитовано 17 серпня 2014.
3. ↑  Population of Counties by Decennial Census: 1900 to 1990. United States Census Bureau. Архів оригіналу за 13 жовтня 2014. Процитовано 17 серпня 2014.
4. ↑  Census 2000 PHC-T-4. Ranking Tables for Counties: 1990 and 2000 (PDF). United States Census Bureau. Архів оригіналу (PDF) за 18 грудня 2014. Процитовано 17 серпня 2014.
5. ↑  State & County QuickFacts. United States Census Bureau. Архів оригіналу за 7 червня 2011. Процитовано 6 березня 2014.(англ.) Наведено за англійською вікіпедією.
6. ↑  American FactFinder. Бюро перепису населення США. Архів оригіналу за 26 лютого 2012. Процитовано 31 січня 2008.

| США | Це незавершена стаття з географії США. Ви можете допомогти проєкту, виправивши або дописавши її. |